# Parafia Najświętszej Maryi Panny Królowej Polski w Sieradzu
Parafia Najświętszej Maryi Panny Królowej Polski w Sieradzu – rzymskokatolicka parafia w Sieradzu, należąca do diecezji włocławskiej i dekanatu sieradzkiego I. Powołana w 1981 roku. Obsługiwana przez księży diecezjalnych.